# Quirino Cristiani
Quirino Cristiani (Santa Giuletta, Itália, 2 de Julho de 1896 - Bernal, Argentina), 2 de Agosto de 1984) foi um cartunista, diretor e animador italiano nacionalizado argentino. Além de precursor da animação na Argentina, Quirino Cristiani está no hall dos grandes animadores mundiais por duas vezes, primeiro como autor do primeiro longa-metragem de animação em 1917 e depois em 1931 lançando o primeiro longa-metragem de animação sonorizado.

## Carreira
Ainda na adolescência Quirino Cristiani desenvolveu paixão pelo desenho, sobre tudo pela caricatura política. Estudou na Academia de Belas-Artes em Buenos Aires, onde aprimorou seu traço, logo publicaria suas Caricaturas e Histórias em Quadrinhos em alguns jornais.
Em 1916 foi contratado pelo produtor italiano Federico Valle, dono de um estúdio cinematográfico em Buenos Aires para fazer desenhos para um curta-metragem. A partir deste momento, Cristiani se viu preparado para realizar seu primeiro filme de animação, usando uma técnica chamada Cut-Out, desenhos articulados com recortes de papel. No ano de 1917 lançou o primeiro longa-metragem de animação da história El Apóstol uma sátira política do presidente argentinoHipólito Yrigoyen(1852-1933), produzido por Federico Valle. Durante os anos seguintes, Quirino Cristiani continuou a viver das Caricaturas e Histórias em Quadrinhos e também como exibidor de filmes em Buenos Aires. Foi também diretor de publicidade da filial da Metro-Goldwyn-Mayer na Argentina em 1927, concomitantemente preparava seu próprio estúdio o Cristiani Studios.
Em Setembro de 1931 volta a entrar para a história da animação, lançando o filme Peludópolis, mais uma vez uma crítica política ao presidente Hipólito Yrigoyen(1852-1933). Este último filme, foi o primeiro longa-metragem sonorizado da história.
Walt Disney ao visitar a cidade de Buenos Aires no ano de 1941, convidou Quirino Cristiani para trabalhar com ele nos EUA, no entanto ele preferiu permanecer em seu país.
Dois misteriosos incêndios no estúdio de Cristiani, um em 1957 e outro em 1961 destruíram todos os seus filmes, com exceção de El mono relojero a única remanescente até hoje.

## Filmografia
- 1916: La intervención en la provincia de Buenos Aires (Curta-Metragem)
- 1917: El Apóstol (Longa-Metragem)[1]
- 1918: Sin dejar rastros
- 1923: Firpo-Dempsey (Curta-metragem)
- 1924: Umbertito de garufa, Uruguayos forever (Curta-Metragem)
- 1925: Rinoplastia, Gastrotomia
- 1931: Peludópolis[1] (Longa-Metragem)
- 1938: El mono relojero
- 1940-1951: Da Nasrda mono eco Mornici (Realizado em 1970)
- 1941: Entre pitos y flautas